# Luigi Carletti
Luigi Carletti (Piombino, 16 luglio 1960) è un giornalista e scrittore italiano.
Esperto di multimedialità, ha lavorato per trent'anni nel Gruppo Editoriale L'Espresso.

## Biografia
Nato a Piombino (Livorno) nel 1960, da genitori dell'Isola d'Elba. Il padre è di origine còrsa (Ajaccio), la madre di origine emiliana (Villa Minozzo, Reggio Emilia). Studia al liceo scientifico di Piombino e successivamente scienze politiche a Pisa. 
Lascia la Toscana nel 1985 per il primo di una lunga serie di traslochi dovuti alla professione giornalistica.
Già durante il liceo comincia la professione giornalistica che continua nel corso degli anni universitari quando, appena ventiduenne, viene assunto al quotidiano il Tirreno di Livorno (Gruppo L'Espresso).
Nel 1985 viene inserito in una speciale task-force giornalistica incaricata di avviare nuove iniziative editoriali e nel 1986 partecipa come caposervizio sport e spettacoli alla fondazione del quotidiano il Centro (Abruzzo) di cui diviene caporedattore centrale nel 1988.
Nel 1989 viene chiamato da Mario Lenzi (direttore editoriale Finegil-Espresso) a far parte della direzione del gruppo con incarichi di progettazione editoriale in Italia e all'estero. Nel 1990 – a causa del blocco di ogni iniziativa editoriale per la cosiddetta Guerra di Segrate (Lodo Mondadori) – lavora per circa un anno come inviato alla AGL (agenzia dei giornali locali del Gruppo L'Espresso) con inchieste su grandi fatti di cronaca italiana e occupandosi anche della Guerra del Golfo.
Nel 1993 torna al Centro come vicedirettore esecutivo per seguire la stagione di Mani pulite che in Abruzzo azzera quasi completamente la classe politica della regione.
Nel 1994 è nominato direttore de la Provincia Pavese, quotidiano di Pavia e provincia.
Nel 1995 vince il Premiolino come miglior giornalista italiano per l'informazione locale.
Nel 1997 torna a Roma come vicedirettore editoriale della Finegil, incarico che manterrà anche quando – nel 1998 – viene inviato a Reggio Emilia come direttore della Gazzetta di Reggio.
Nel 2000 viene nominato direttore internet dei 18 quotidiani locali del Gruppo L'Espresso e, nel 2003, direttore di Kataweb e dei contenuti dell'area digitale. Per due anni è anche amministratore delegato di Studio Vit, la società del Gruppo L'Espresso che detiene il marchio Fantacalcio.
Nel 2009 è a Repubblica, dove si occupa di inchieste multimediali (carta, web, tv) su grandi fatti di cronaca italiana. Tra le altre inchieste si ricordano: la mafia degli asfalti, le trivellazioni selvagge per il petrolio italiano, i camionisti-schiavi, i furti di rame, le morti sospette nelle carceri romane, l'industria cinese del falso.
Nel 2012 decide di lasciare la Repubblica e il Gruppo L'Espresso per intraprendere il percorso da libero professionista come scrittore e come consulente per le attività multimediali e per la formazione professionale nel campo dell'informazione.
Oggi è consulente dell'Associazione Stampa Romana e della Fondazione d'Harcourt di Ginevra che si occupa di interventi umanitari in varie aree del mondo.
Nel gennaio 2016, insieme a Edoardo Fedele, fonda Typimedia, società di comunicazione, editoria e informazione, che pubblica testate giornalistiche come RomaH24, DonatoriH24 e Typi.
Nel 2021, ammalatosi di Covid, dalla vigile attesa passa al reparto di terapia intensiva del Policlinico Umberto I di Roma. Resterà qui per cinque settimane, raccontando poi la sua esperienza nel libro "My personal Covid".

## Opere

### Romanzi
- Una traccia nella palude, Milano, Baldini&Castoldi, 1996
- Giuramento etrusco, Milano, Baldini&Castoldi, 1998
- Alla larga dai comunisti, Milano, Baldini Castoldi Dalai, 2006
- Lo schiaffo, Milano, Baldini Castoldi Dalai, 2008
- Prigione con piscina, Milano, Mondadori, 2012
- Prison avec piscine, Parigi, Liana Levi editore, 2012
- Six femmes au foot, Parigi, Liana Levi editore, 2013
- Cadavere squisito, Milano, Mondadori, 2013
- Supernotes[1], con l'Agente Kasper, Milano, Mondadori, 2014
- Sei donne a San Siro, Roma, Typimedia Editore, 2020
- My personal Covid, Roma, Typimedia Editore, 2021

### Videoinchieste
- I signori dell'asfalto[2], la Repubblica, 2010
- Caccia al petrolio: 700 trivelle bucano l'Italia[3], la Repubblica, 2010
- Camionisti-schiavi: come bombe sulle strade[4], la Repubblica, 2010
- Assalto al rame: "Si vende meglio dell'oro"[5], la Repubblica, 2011

### Documentari
- Tamaro: Il viaggio di Susanna, la docu-intervista[6], 2013